# 岩手県道・青森県道33号軽米名川線
岩手県道・青森県道33号軽米名川線（いわてけんどう・あおもりけんどう33ごう かるまいながわせん）は、岩手県九戸郡軽米町から青森県三戸郡南部町に至る県道（主要地方道）である。

## 概要

### 路線データ
- 実延長：約17.7 km
  - 岩手県側：3.8806 km[1]
  - 青森県側：13.8 km
- 起点：九戸郡軽米町[1]（国道340号交点）
- 終点：三戸郡南部町[1]（国道4号交点・国道104号交点）

## 歴史
- 1959年（昭和34年）
  - 3月31日 - 軽米名川線として岩手県から県道に認定される[1][2]。
  - 8月1日 - 軽米名川線として青森県から県道に認定される[3]。
- 1982年（昭和57年）4月1日 - 県道軽米名川線が、軽米名川線として建設省（現・国土交通省）から主要地方道の指定を受ける[4]。
- 1993年（平成5年）5月11日 - 建設省により改めて主要地方道の指定を受ける[5]。

## 路線状況

### 重複区間
- 青森県道134号櫛引上名久井三戸線（南部町大字下名久井字前田 - 南部町大字下名久井字八森）

## 地理

### 通過する自治体
- 岩手県
  - 九戸郡軽米町
- 青森県
  - 八戸市 - 三戸郡南部町

### 交差する道路
- 国道340号（軽米町大字高家第1地割）
- 青森県道134号櫛引上名久井三戸線・三戸方面（南部町大字下名久井字前田）
- 青森県道134号櫛引上名久井三戸線・八戸方面（南部町大字下名久井字八森）

※南部町大字剣吉字四反田にてルートは二手に分かれる。
- 青森県道42号名川階上線（南部町大字剣吉字荒町）
- 国道4号（南部町大字剣吉字長坂下）
- 国道104号（南部町大字剣吉字岩ノ下）